# James Fitzgerald
James Fitzgerald (Boston, 1899 – Inis Mór, 9 aprile 1971) è stato un pittore statunitense.
Nato a Boston, nel 1918-19 è nella marina americana.
Tra il 1919 e il 23 studia alla Massachusetts School of Art con Cyrus Dallin, Wilbur Hamilton e Ernest Major. Segue poi gli studi alla School of the Museum of Fine Arts con Frederick Bosley, Philip Hale e Leslie Thompson.
Nel 1925 apre uno studio a Boston, dove dipinge fino al 1928, anno in cui si trasferisce in California.
Il resto della sua vita è costellato di spostamenti in moltissime città americane, ma non solo. Spesso è in Europa (Londra, Madrid e Dublino). Gli spostamenti sono strettamenti correlati alla sua attività lavorativa, la pittura, per l'appunto riguardante maggiormente paesaggi, soprattutto marini.
Muore nel 1971 a Aranmore Island e viene seppellito nel Mount Jerome Cemetery di Dublino.
Sulla sua vita è stato girato il documentario James Fitzgerald: A Painter's Journey di Frederick Lewis (1997)